# Província del Turquestan
La província del Turquestan (kazakh: Түркістан облысы), abans Kazakhstan Meridional (kazakh: Оңтүстік Қазақстан облысы; rus: Южно-Казахстанская область) és la divisió administrativa més al sud del país. Segons estimacions oficials de l'Agència d'Estadística del Kazakhstan, la seva població era d'uns 2.112.000 habitants a 1 de gener de 2003 i es va incrementar fins als 2.331.500 habitants al començament de 2008 (encara incorporava Ximkent). Amb 117.300 km², és la segona província menys extensa del país després de la província d'Atirau. La seva capital és la ciutat de Turquestan. Antigament la capital era Ximkent, però l'any 2018 va deixar de formar part de la província i per això va canviar de nom.
La província del Turquestan limita amb el veí país de l'Uzbekistan (i és molt a prop de la capital d'uzbeka de Taixkent), així com a altres tres províncies del Kazakhstan: província de Kharagandí (al nord), província de Khizilordà (a l'oest) i província de Jàmbil (a l'est). El Sirdarià passa per la província, en el seu camí cap al mar d'Aral. A més, un oleoducte va des Türkmenabat, Turkmenistan a Omsk, Federació Russa (on es connecta amb un més gran, l'oleoducte siberià) a través del sud del Kazakhstan. El petroli, el plom i el zinc es refinen a Ximkent.

## Demografia
El Turquestan és la província més densament poblada del país, tot i que és una de les més petites. Això deriva del clima plàcid de la regió, millors infraestructures d'irrigació i la proximitat a grans ciutats com Taixkent, Samarcanda i Bukharà. També és la que desenvolupa un major creixement de Població del Kazakhstan causa de dos factors. El primer es basa en l'alta natalitat de les famílies kazakhs i uzbekes, molt tradicionals, amb mitjanes de 5 a 8 fills per dona. El segon és l'avinguda d'immigrants provinents del nord de l'Uzbekistan. D'aquests immigrants, els d'origen kazakh, tenen més facilitats per assentar-se en la regió, concedides pels governs locals (moltes vegades mitjançant suborns).
Aquesta és l'única província del Kazakhstan on els russos no són la primera o segona ètnia per nombre d'habitants. Els censos són antics i es van realitzar utilitzant mètodes soviètics que van servir com a propaganda sobre l'exactitud. Segons ells els kazakhs suposen la primera ètnia en nombre d'habitants, seguits molt de prop pels uzbeks. Els russos queden relegats a una tercera posició distant als dos anteriors.

## Història
Històricament parlant, és la província amb les més antigues i grans meravelles del Kazakhstan. Fa dos mil anys era part de la frontera nord de l'Imperi Persa. Deu la seva llarga història a la convivència de la cultura persa amb els clans tribals turcs i mongols. Aquesta província va ser part de la sàtrapa de Sogdiana.
Posseeix alguns llocs d'interès històric com les ciutats de Turquestan, Otrar i Sairam. Sayram va ser el lloc de naixement d'Ahmed Yasavi (1106-1166), un gran erudit sufista i escriptor, que va viure i va treballar a l'Àsia central. La seva tomba és un gran mausoleu que ha estat nomenat Patrimoni de la Humanitat per la Unesco.
L'estructura actual va ser començada per l'Amir Temur (Tamerlà) per substituir un mausoleu més petit del segle xii. Va ser construït per mestres perses, encara que va quedar inacabat a la mort de Tamerlan.
La bastida original que hauria estat utilitzat per aplicar la rajola ressalta a l'entrada davantera.